# Васька-Кемасъныель
Васька-Кемасъныель — река в России, протекает по территории Вуктыльского округа в Республике Коми. Устье реки находится в 118 км по правому берегу реки Подчерье. Длина реки составляет 12 км.
Исток реки в болотах в 71 км к юго-востоку от города Вуктыл. Исток находится на западных склонах возвышенности Овин-Парма (предгорья Северного Урала). Река течёт на юг, в низовьях поворачивает на запад. Всё течение проходит по холмистой ненаселённой тайге предгорий Северного Урала, западнее вытянутого с юга на север хребта Овин-Парма. Ширина реки на всём протяжении не превышает 10 метров.
Впадает в Подчерье выше острова Камчатка-Ди.
Система водного объекта: Подчерье → Печора → Баренцево море.

## Данные водного реестра
По данным государственного водного реестра России относится к Двинско-Печорскому бассейновому округу, водохозяйственный участок реки — Печора от водомерного поста у посёлка Шердино до впадения реки Уса, речной подбассейн реки — бассейны притоков Печоры до впадения Усы. Речной бассейн реки — Печора.
Код объекта в государственном водном реестре — 03050100212103000061838.